# Hoensbroek

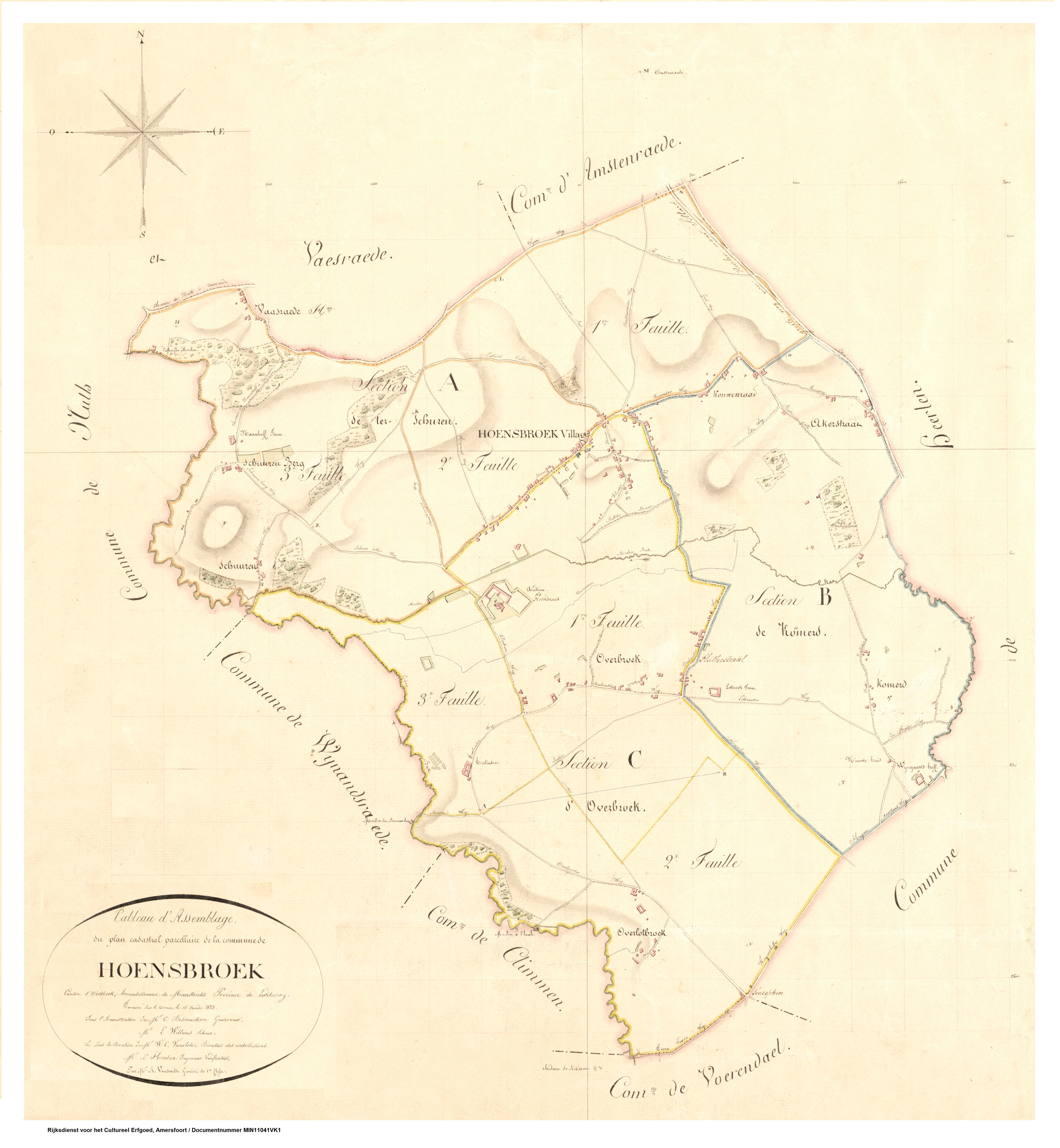
Kadastrale indeling gemeente Hoensbroek 1823

Hoensbroek (Limburgs: Gebrook) is een plaats in de Nederlandse gemeente Heerlen (provincie Limburg) met 18.785 inwoners. Tot en met 31 december 1981 was Hoensbroek een zelfstandige gemeente. Sinds de gemeentelijke herindelingen per 1 januari 1982, is het een stadsdeel en plaats binnen de gemeente Heerlen.

## Geschiedenis

### Ontstaan
Hoensbroek heette aanvankelijk Broek of Broich, hetgeen 'moeras' betekent. (De Limburgse aanduiding Gebrook betekent niets anders dan 'het moeras'.) In 1388 werd het afgescheiden van Heerlen en geschonken aan ridder Herman Hoen, wiens familie van dan af Hoen van den Broeck, later Van Hoensbroeck zou heten en een van de aanzienlijkste adellijke families in Limburg werd. Deze Herman Hoen bouwde vervolgens het kasteel, dat nu Kasteel Hoensbroek heet en was er de eerste bewoner van. Op deze plaats had vanaf de dertiende eeuw al een motte en een verdedigingswerk gestaan. Hoensbroek is de samenvoeging van 'Hoens zu Broeck'.

### Staatkundige situatie
De heerlijkheid Hoensbroek viel onder de zogeheten Landen van Overmaas, die tezamen met het oude hertogdom Limburg na 1288 onder Brabants bestuur waren gekomen. In 1473 verenigden de Overmazers en de Limburgers hun Staten tot de Staten van Limburg en de Landen van Overmaas en zetelden aldus in de Staten-Generaal van de Nederlanden. In 1661 kwam het gebied in Spaanse handen en van 1713 tot 1785 viel het onder Oostenrijk.

### Steenkoolwinning
Het dorp bleef bescheiden van omvang tot het begin van de 20e eeuw, toen er meerdere steenkolenmijnen werden geopend (onder andere de Staatsmijn Emma), die voor een aanzienlijke toename van de bevolking zorgden. Dit maakte de bouw van nieuwe woonwijken noodzakelijk, met als gevolg dat Heerlen en Hoensbroek steeds dichter naar elkaar toe groeiden.

### Heden
Tegenwoordig vormen Heerlen en Hoensbroek een aaneengesloten bebouwd gebied. Alleen de steenberg van de voormalige Oranje Nassau III-mijn, die thans is ingericht als park en 'Koumenberg' wordt genoemd, vormt nog een soort van barrière tussen de plaatsen. De mijnen in de regio zijn inmiddels allemaal gesloten, maar veel van de ervoor aangelegde arbeiderswijken bestaan nog.

## Wapen

Het wapen van Heerlen

Het wapen van Hoensbroek toont een zwarte leeuw op een zilveren veld met vier horizontale rode balken. Het is het wapen van de familie Van Hoensbroeck, naar wie de voormalige gemeente en het huidig stadsdeel Hoensbroek is genoemd. In het nieuwe wapen van de gemeente Heerlen neemt dat van Hoensbroek de rechterhelft in. Daarmee wordt tot uitdrukking gebracht dat Hoensbroek ook historisch gezien geen stadsdeel is van Heerlen, maar dat het binnen de gemeente een aanzienlijke eigen positie inneemt. Door de samenvoeging zijn Heerlen en Hoensbroek juridisch weer terug bij af, nadat zes eeuwen eerder Hoensbroek van de heerlijkheid Heerlen was afgesplitst.

## Landschap
Hoensbroek ligt met het zuidelijke deel in het Bekken van Heerlen en met het noordelijk deel op het zuidelijkste deel van het Plateau van Doenrade. In het bekken ontspringen verschillende beken die uitkomen in de Geleenbeek. Door Hoensbroek loopt de Caumerbeek.
Hoensbroek ligt op een hoogte van ongeveer 100 meter boven NAP. De plaats is sterk verstedelijkt en is vastgebouwd aan Brunssum en Heerlerheide. Open landschap vindt men in het noordwesten en het zuidwesten. Natuurgebieden zijn te vinden in het dal van de Geleenbeek en de Caumerbeek, in de omgeving van het kasteel.

## Bezienswaardigheden

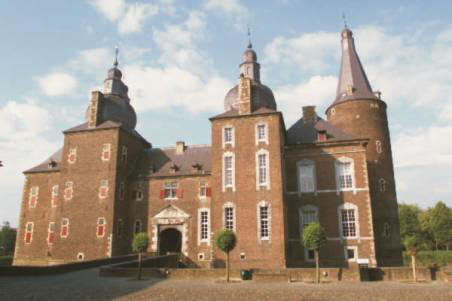
Kasteel Hoensbroek, vooraanzicht (ingang)

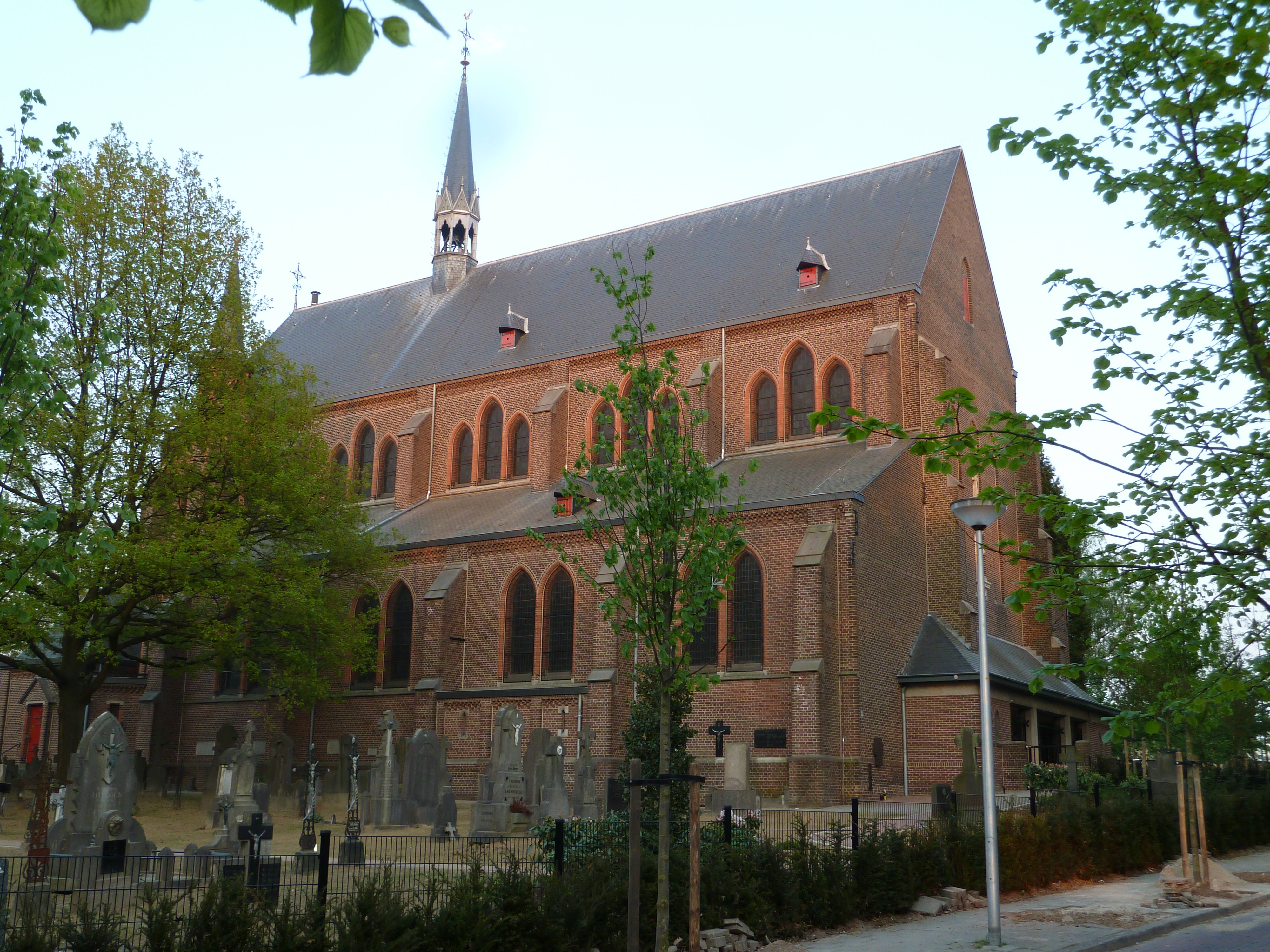
(Grote) Johannes Evangelistkerk

### Kasteel
- Het bezienswaardige Kasteel Hoensbroek stamt uit de 13de eeuw, waarvan een gedeelte later is bijgebouwd. Dit 13e-eeuwse kasteel heeft nog een voorganger gehad. Rondom dit kasteel is eeuwenlang gevochten. Kasteel Hoensbroek speelde ook een rol bij de geschiedenis van de Bokkerijders.

### Kerken
- De kleine Sint-Janskerk bij de Markt, met diverse bouwperioden, van de 13e eeuw tot de 18e eeuw. Deze kerk fungeerde eertijds als kapel van het kasteel.[3]
- Tegenover de kleine Sint-Jan staat de grotere Johannes Evangelistkerk (ook wel grote Sint-Jan), die in 1905-1906 werd gebouwd en nooit geheel werd voltooid: er waren bijvoorbeeld nog plannen voor een kerktoren, maar die is nooit gebouwd.[4]
- De Christus Koningkerk in de wijk Nieuw Lotbroek, van 1964.
- De Onze-Lieve-Vrouw-Boodschapkerk in de wijk Nieuw Lotbroek, van 1925, ook kloosterkerk van de paters Montfortanen, gesloopt in 1974.
- De Goede Herderkerk, van 1955, aan de Maria Gewandenstraat, gesloopt in de jaren '90.
- Emmanuel Baptist Church, aan Kouvenderstraat 135.
- De R.K. kerk van de H. Joseph, Sint Josephstraat, is per 1 juli 2010 onttrokken aan de eredienst.
- Onze-Lieve-Vrouw Maagd der Armenkerk, aan Zandbergsweg, van 1949, in de wijk Maria Gewanden.
- Heilig Hart van Jezuskerk, aan Hommerterweg 169, in de wijk Mariarade, van 1962.

### Kapellen e.d.
- De Calvariekapel aan de hoek Julianastraat-Sint-Jansstraat, is een bakstenen zuil met sierlijke overhuiving en daarop aangebracht een kruisbeeld in reliëf. Het is opgericht in 1906.
- De Lourdesgrot van Mariarade, aan de Hommertweg achter 169, van 1929, werd opgetrokken in kalksteen en is ontworpen door L. Schlosser. Er werden zeven reliëfs aangebracht, episoden uit het leven van Maria verbeeldend, die vervaardigd werden door Eugène Quanjel. De grot heeft een hardstenen altaar.
- De Kruiskapel van Maria-Gewanden aan de Schuureikenweg.
- Het Heilig Hartbeeld aan het Kerkplein, van 1939.
- Het Heilig Hartbeeld aan de Hoofdstraat, van 1920.

### Mijnwerkerskoloniën
- De oudste woongroep voor de mijnwerkers is Butting (1908-1910) aan Buttingstraat 28-46 en Nieuwenhofstraat 2-20.
- Woninggroep Kasteel, aan het Gouverneur Baron van Hövellplein, was voor ambtenaren van de mijn.
- Woninggroep Klooster, aan Emmastraat en omgeving, 68 woningen, ontworpen door Jan Stuyt, 1915-1916.
- Complex Slakken-Horst-Metten, van 262 woningen, aan Pastoor Röselaersplein en omgeving, 1913-1922, overeenkomstig de tuindorpgedachte. Er zijn nog 190 woningen van dit complex bewaard gebleven.
- Complex De Wingerd, aan Wingerdstraat en omgeving, omvat 207 woningen. Het is later gerenoveerd.

### Overige bouwwerken
- Hoofdgebouw van de Lucasstichting voor Revalidatie, van 1966-1967, door Frits Peutz

## Wijken en buurten
Hoensbroek wordt door de gemeente opgedeeld in de volgende wijken:
- Hoensbroek-De Dem, met buurten De Dem, Hoensbroek-Centrum, Horst, Metten en De Slak
- Maria-Gewanden-Terschuren, met buurten Kasteelbuurt, Maria Gewanden, Schurenberg, Schuureik en Terschuren
- Mariarade, met Mariarade-Noord en Mariarade-Zuid
- Nieuw Lotbroek, met Boshouwersweide, Nieuw-Lotbroek en Overbroek

## Infrastructuur
Hoensbroek ligt langs de A76.
Het dorp heeft een treinstation en is bereikbaar met de trein, vanaf station Heerlen en station Sittard.
Vroeger liep vanaf de Staatsmijn Emma een mijnspoorweg door Hoensbroek in zuidwestelijke richting naar Nuth. Deze is echter opgebroken.

## Lijst met sportverenigingen in Hoensbroek

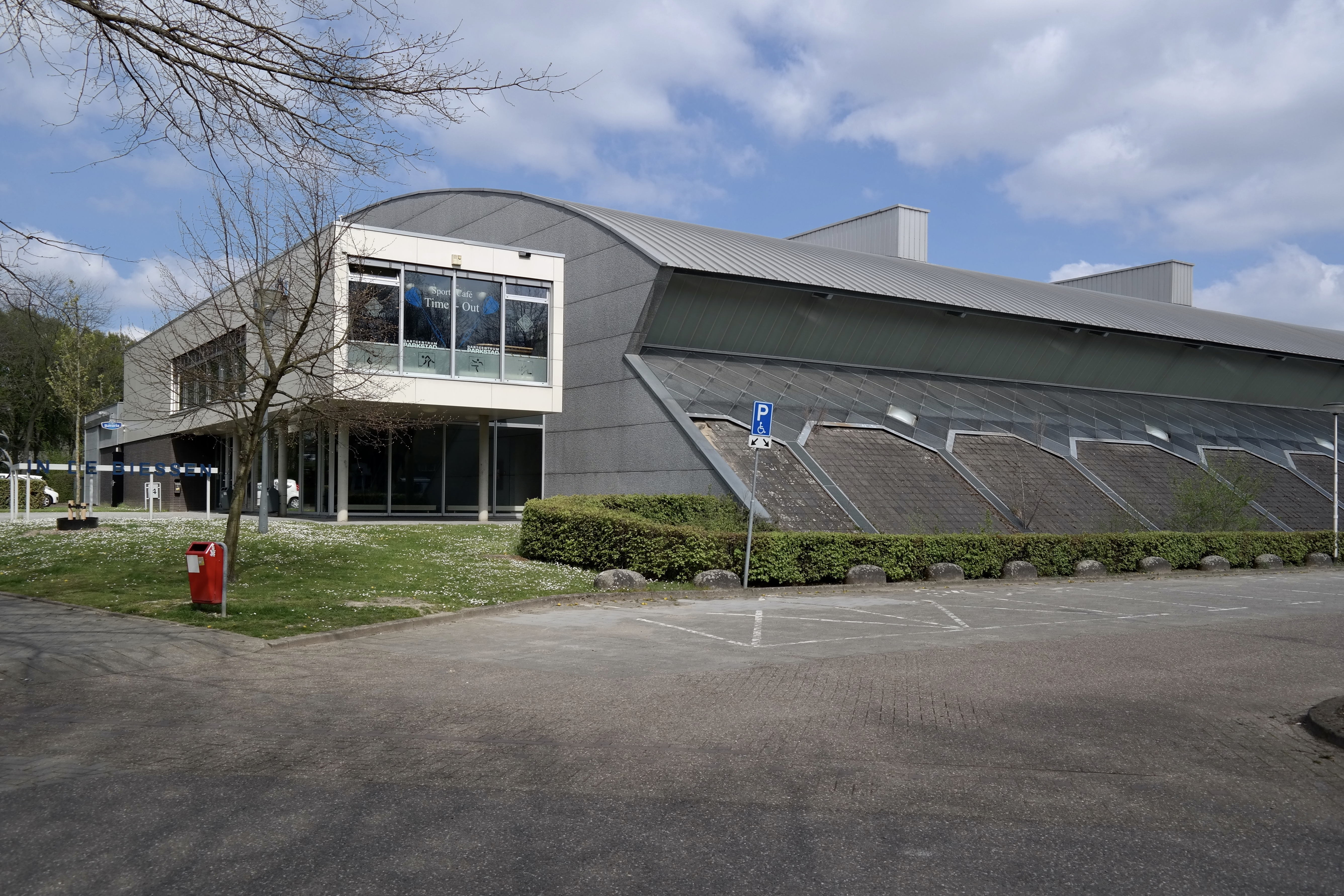
Sporthal In de Biessen aan de Gravin van Schönbornlaan

- FC Hoensbroek
- EHC
- Passart-VKC
- RKVV Mariarade
- BC Victoria
- Korfbalvereniging Mariarade
- Judovereniging Nippon Sport
- Sv de dem

## Geboren in Hoensbroek
- Sleinada (1738-1799), schrijver en pastoor
- Egidius Slanghen (1820-1882), burgemeester en historicus
- Cornelis Garritsen, (1921-1945), verzetsstrijder
- Henk van der Linden (1925-2021), filmmaker
- Jef Penders (1928-2015), componist en dirigent
- Theo Boosten (1929-1994), voetbalscheidsrechter
- Jacques Tonnaer (1932-2019), politicus
- Pierre Heijboer (1937-2014), journalist
- Willy Quaedackers (1937-2020), voetballer
- Pé Hawinkels (1942-1977), letterkundige
- Klaas de Vries (1943), politicus
- Lambert Verdonk (1944), voetballer
- Rein Hummel (1947-2013), politicus
- Nop Maas (1949), literatuurhistoricus
- Ben Ramakers (1953-2023), acteur
- John van den Borst (1956), dammer
- Stanislaw Lewkowicz (1956), graficus
- Sjef Ficker (1957), dirigent, muziekpedagoog, kornettist en trompettist
- Gio Lippens (1958), verslaggever/presentator NOS Radio
- Jan Scheepstra (1959-2018), ondernemer, vooraanstaand persoon in de LGTB-beweging
- René Maessen (1962), voetballer
- Jaloe Maat (1965), actrice
- Paul Kusters (1966), cartoonist
- Max van Heeswijk (1973), wielrenner
- Simone Simons (1985), zangeres Epica
- Sami Ouaissa (2004), voetballer

## Nabijgelegen kernen
Brunssum, Heerlerheide, Amstenrade, Vaesrade, Nuth, Heerlen